# Касела
43° 44′ 40″ N 15° 23′ 26″ E / 43.74444° С; 15.39056° И
Касела је ненасељено острвце у хрватском дијелу Јадранског мора. Налази се у Корнатском архипелагу југозападно од острва Корнат. Дио је Националног парка Корнати. Њена површина износи 0,345 km², док дужина обалске линије износи 3,54 km. Највиши врх је висок 61 m. Грађена је већим дијелом од кречњака, а мањим од доломита кредне старости. Административно припада општини Муртер-Корнати у Шибенско-книнској жупанији.